# Hydriomena gracillima
Hydriomena gracillima là một loài bướm đêm trong họ Geometridae.